# مؤشر نباتي محسن

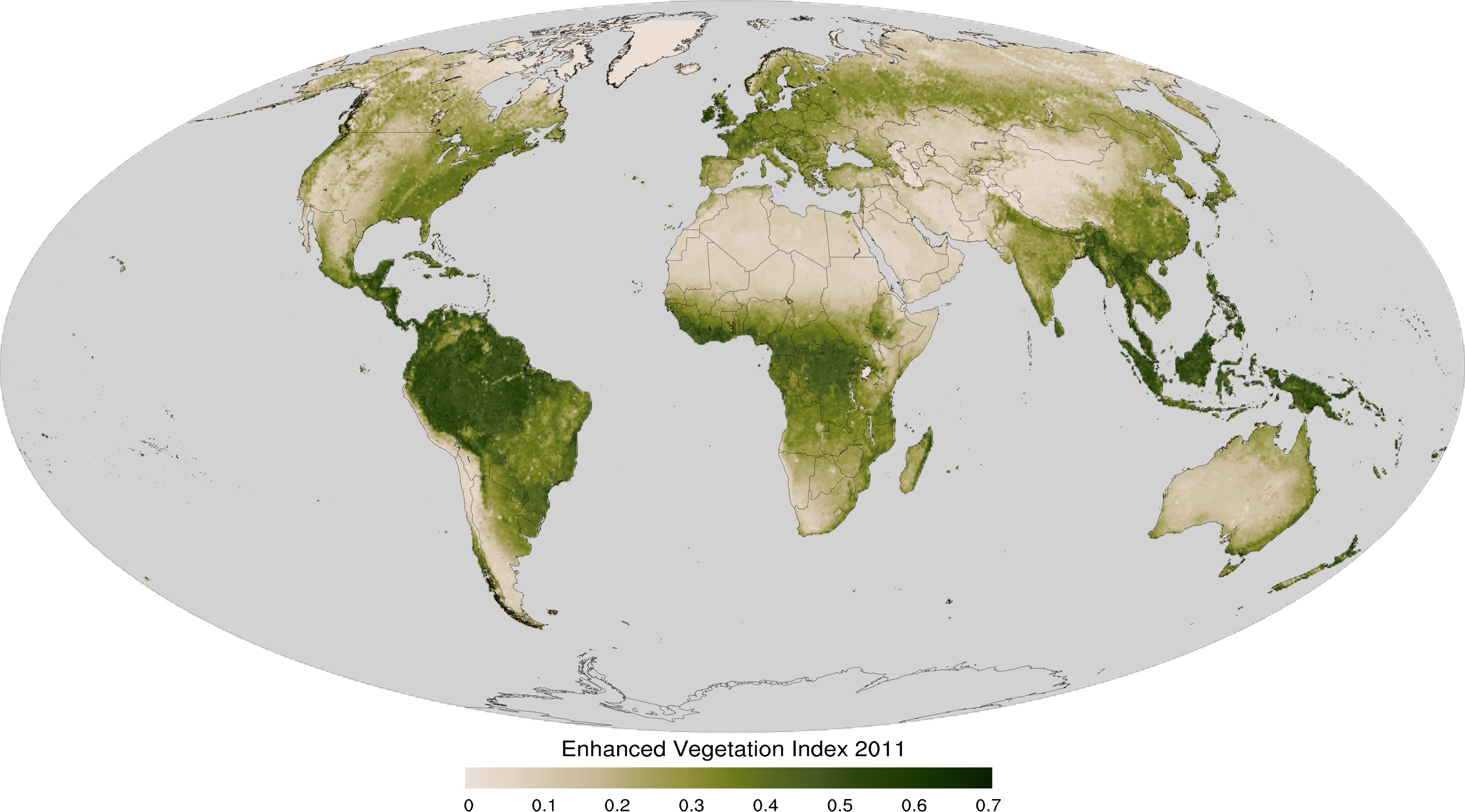

المؤشر النباتي المحسن (بالإنجليزية: Enhanced vegetation index، اختصارًا EVI) هو مؤشر نباتي «محسن» مصمم لتعزيز إشارة الغطاء النباتي مع تحسين الحساسية في مناطق الكتلة الحيوية العالية ومراقبة نباتية محسنة من خلال فك اقتران إشارة خلفية المظلة وتقليل التأثيرات الجوية.